# Les Montagnards attaqués par des ours
Les Montagnards attaqués par des ours est un tableau réalisé par Henri Le Fauconnier en 1910-1912. Cette huile sur toile cubiste représente une attaque d'ours sur des montagnards. Présentée au Salon d'Automne de 1912, elle est aujourd'hui conservée au Rhode Island School of Design Museum à Providence, aux États-Unis.

## Expositions
- Salon d'Automne de 1912, Grand Palais, Paris, 1912.